# Conker: Live & Reloaded
Conker: Live & Reloaded är en remake av spelet Conker's Bad Fur Day till Nintendo 64. Spelet släpptes till Xbox. Huvudkaraktären i spelet heter Conker och är en ekorre. Spelet går ut på att Conker ska ta sig hem efter att han bakfull vaknat på ett okänt ställe. Det som främst skiljer Conker: Live & Reloaded från Conker's Bad Fur Day, förutom den uppgraderade grafiken, är att det även finns ett onlineläge, där man kan spela mot andra via Xbox Live. I multiplayerläget kan man spela som SHC (goda ekorrar) och Tediz (onda björnar). En annan skillnad är att en del svordomar är censurerade i Xbox-versionen, vilket de inte är i Nintendo 64-versionen.
Spelet är upplagt på ett komiskt sätt och har referenser till ett flertal filmer, bland annat Bram Stokers Dracula, Terminator, A Clockwork Orange, Rädda menige Ryan, The Matrix och Aliens - Återkomsten. Mycket av komiken ligger på ett mer vuxet plan, vilket medförde att spelet fick åldersgränsen 16+ av PEGI.